# Franjo von Allmen
Franjo von Allmen (Boltigen, 24 de julio de 2001) es un deportista suizo que compite en esquí alpino.
Ganó dos medallas de oro en el Campeonato Mundial de Esquí Alpino de 2025, en las prueba de descenso y combinada por equipo. En la Copa del Mundo consiguió tres victorias y ocho podios en total.

## Palmarés internacional
| Campeonato Mundial | Campeonato Mundial | Campeonato Mundial | Campeonato Mundial   |
| Año                | Lugar              | Medalla            | Prueba               |
| ------------------ | ------------------ | ------------------ | -------------------- |
| 2025               | Saalbach (Austria) | Medalla de oro     | Descenso             |
| 2025               | Saalbach (Austria) | Medalla de oro     | Combinada por equipo |